# 胚根

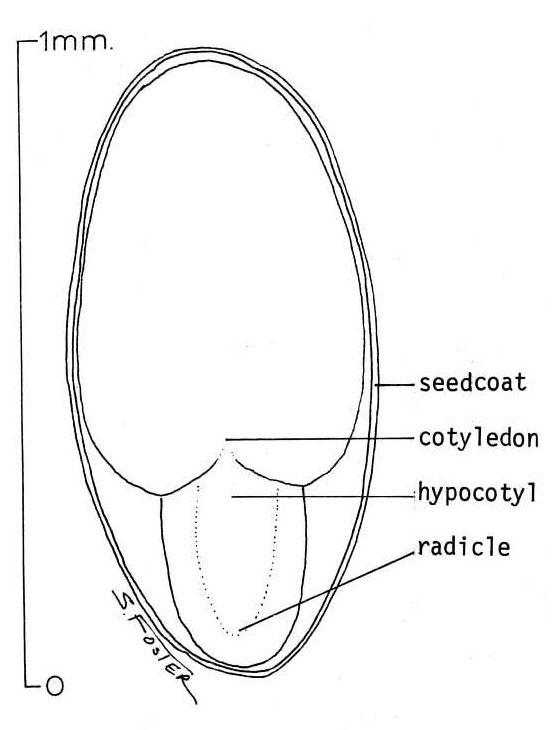
斯考勒氏柳（Salix scouleriana）的種子

在植物學裡，胚根（英語：radicle）是幼苗（成長中的植物胚胎）是在發芽的過程中從種子裡出來的第一個部份。胚根是植物初始的根，會向下生長至土壤之中。在胚根之上的是胚軸，是初始支撐子葉的莖。
胚根會從種子的珠孔中出來。幼苗中的胚根可以被分類成朝向與背離種臍等兩種主要的類型。
如果胚根開始腐爛了，那麼這株幼苗得到了猝倒病。這個疾病在胚根上會出現暗色的斑點，最後導致幼苗的死亡。